# Lista de escolas para brasileiros no Japão
Existem 33 escolas para estudantes brasileiros no Japão, que são homologadas pelo Ministério da Educação do Brasil no Japão. Existem ainda outras 14 escolas em processo de homologação. Abaixo a lista das escolas homologadas e em processo de homologação.

## Lista de escolas homologadas
Lista de escolas por província:
Gunma
Oizumi
- Instituto Educacional Gente Miúda (Ensinos Fundamental e Médio)[3]

Ota
- EAS Rede Pitágoras (Ensinos Fundamental e Médio)[4]
- Escola Paralelo (Ensinos Fundamental e Médio)[5]

Ibaraki
Joso
- Escola e Creche Opção (Ensinos Fundamental e Médio)[6]
- Escola Taiyo (Ensinos Fundamental e Médio)[7]

Tsukuba
- Instituto Educare JT (Ensinos Fundamental e Médio)

Saitama
Kamisato
Instituto Educacional TS Recreação (Ensinos Fundamental e Médio)

### Shizuoka
Fuji
- Escola Fuji (Ensinos Fundamental e Médio)

#### Kikugawa
- Centro Educacional Sorriso de Criança (Ensinos Fundamental e Médio)

- Centro de Ensino Nippo-Brasileiro (Ensinos Fundamental e Médio)
- Escola Brasileira Sol Nascente (Ensinos Fundamental e Médio)
- Escola e Creche Mirai (NPO Houjin Mirai) (Ensinos Fundamental e Médio)

#### Hamamatsu
- Escola Alcance (Ensinos Fundamental e Médio)
- Escola Mundo de Alegria (Ensinos Fundamental e Médio)
- Escola Alegria de Saber Hamamatsu (Ensinos Fundamental e Médio)[4]

Aichi
Anjo
- Escola São Paulo (Ensinos Fundamental e Médio)

Hekinan
- Escola Alegria de Saber Hekinan (Ensinos Fundamental e Médio)[4]

Nagoia
- Colégio Brasil Japão Prof. Shinoda (Ensinos Fundamental e Médio)

Handa
- Escola Expressão (Ensinos Fundamental e Médio)

#### Toyohashi
- Cantinho brasileiro (Ensinos Fundamental e Médio)
- Escola Alegria de Saber Toyohashi (Ensinos Fundamental e Médio)[4]
- EJA Interativo – Educação de Jovens e Adultos (Ensinos Fundamental e Médio)

#### Toyota
- Escola Alegria de Saber Toyota (Ensinos Fundamental e Médio)[4]
- Escola Nectar (Ensinos Fundamental e Médio)

### Gifu
Kakamigahara
Centro Educacional Nova Etapa  (CENE) (Ensinos Fundamental e Médio)

#### Minokamo
- Colégio Isaac Newton (Ensinos Fundamental e Médio)

#### Ogaki
- Hiro Gakuen (Ensinos Fundamental e Médio)
- Colégio Sonho de Criança (Ensinos Fundamental e Médio)

### Mie

#### Suzuka
- Escola Alegria de Saber Suzuka (Ensinos Fundamental e Médio)[4]

#### Yokkaichi
- Escola Nikken (Ensinos Fundamental e Médio)

### Shiga
- Colégio Sant'Ana (Ensinos Fundamental e Médio)
- Jungakkou Houjin Nihon Latino Gakuin (Ensinos Fundamental e Médio)